# Ліфт Катарини
59°19′12″ пн. ш. 18°04′22″ сх. д. / 59.32° пн. ш. 18.07277778° сх. д.
Ліфт Катарини (швед. Katarinahissen) — підйомник з оглядовим майданчиком у стокгольмському районі Седермальм, одна з визначних пам'яток шведської столиці. 
З оглядового майданчика, розташованого на висоті понад 30 м над Слюссеном, відкривається велика панорама Гамла-Стану та прилеглої акваторії. 
Катарінахісен був побудований в 1935 році. 
На сполучному мосту між підйомником та офісною будівлею знаходиться популярний ресторан «Гондола».
Підйомник був закритий з 2010 року і не буде відкритий до завершення проекту Шлюссен приблизно в 2025 році.